# Erna Sondheim
Erna Sondheim-Glück (Gauting, 17 febbraio 1904 – Bad Reichenhall, 9 gennaio 2008) è stata una schermitrice tedesca, vincitrice di una medaglia di bronzo ai Campionati Internazionali di scherma.